# Константиновка (Елховский район)
Константи́новка — деревня в Елховском районе Самарской области России. Входит в состав сельского поселения Красные Дома.

## География
Деревня находится в северной части Самарской области, в лесостепной зоне, при автодороге 36Н-186, на расстоянии примерно 7 км (по прямой) к юго-востоку от села Елховка, административного центра района. Абсолютная высота — 52 м над уровнем моря.
Климат
Климат характеризуется как умеренно континентальный. Среднегодовая температура воздуха — 4 °С. Средняя температура воздуха самого тёплого месяца (июля) — 26,3 °C (абсолютный максимум — 39 °C); самого холодного (января) — −12,8 °C (абсолютный минимум — −48 °C). Снежный покров держится в течение 150 дней.
Часовой пояс
Деревня Константиновка, как и вся Самарская область, находится в часовой зоне МСК+1. Смещение применяемого времени относительно UTC составляет +4:00.

## Население
| 2010 |
| ---- |
| 17   |

Половой состав
По данным Всероссийской переписи населения 2010 года в гендерной структуре населения мужчины составляли 64,7 %, женщины — соответственно 35,3 %.
Национальный состав
Согласно результатам переписи 2002 года, в национальной структуре населения русские составляли 94 % из 17 чел.